# Vlachen

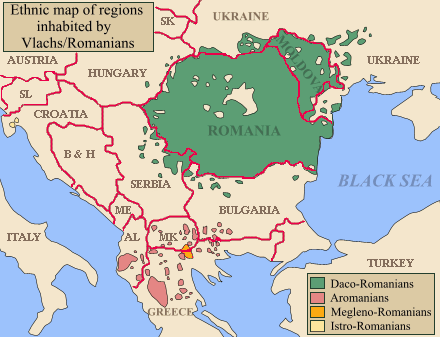
Verspreiding van de Roemenen (groen) en de Vlachen in enge zin: de Aroemenen roze, de Meglenieten oranje en de Istro-Roemenen geel

De Vlachen (ook Walachen of Balkanroemenen) vormen een verzameling minderheidsvolken op het Balkanschiereiland die gemeen hebben dat ze varianten van het Roemeens spreken, namelijk Oost-Romaanse talen die nauw aan het Roemeens verwant zijn: de Balkanromaanse talen. De belangrijkste groep wordt gevormd door de Aroemenen.
De Vlachen stammen voornamelijk af van geromaniseerde Thraciërs en mogelijk ook Illyriërs, en Romeinse kolonisten. Als zelfbenaming gebruiken alle groepen een variant van het woord romani.

## Onderverdeling
De grootste groep Vlachen wordt gevormd door de Aroemenen in Griekenland (vooral in het Pindosgebergte), Albanië, Noord-Macedonië en Bulgarije. Deze groep is ook bekend als Macedo-Roemenen, Tsintsaren of Koutzovlachen. De schattingen over hun aantallen lopen uiteen: tienduizenden tot enkele honderdduizenden. De Aroemenen zijn orthodox.
Verder zijn er de Meglenieten of Megleno-Roemenen (circa 5000 moslims aan de Grieks-Macedonische grens) en de circa 1000 Istro-Roemenen op het Kroatische schiereiland Istrië (zie: Istro-Roemeens).

## Servische Vlachen
Geheel los van bovenstaande groepen staat een minderheid in oostelijk Servië rond de rivier de Timok, die door de Servische autoriteiten als vlasi (Servisch: Власи; Vlachen) wordt aangeduid: hun woongebied sluit aan op Roemenië en hun dialecten staan dichter bij het Roemeens dan die van de groepen elders op de Balkan. Op het kaartje rechtsboven zijn zij niet te onderscheiden van de Daco-Roemenen.

#### Aantal
Bij de volkstelling van 2002 noemden 40.054 personen zich Vlachen, hoewel sommige schattingen ook veel hogere aantallen aangeven. In 2011 verklaarden 35.330 personen tot de Vlachen te behoren in de Servische volkstelling, terwijl 43.095 personen een van de Roemeense dialecten als moedertaal sprak. Vanwege assimilatie en lage geboortecijfers neemt het aantal Vlachen geleidelijk af.
| aantal Vlachen | 97.215 | 127.545 | 159.549 | 40.054 | 35.330 |

#### Verspreiding
De Vlachen vormen een aanzienlijke minderheid in de gemeenten Kučevo (~28%), Boljevac (~27%), Žagubica (~22%), Bor (~18%), Majdanpek (~12%) en Petrovac na Mlavi (~10%).

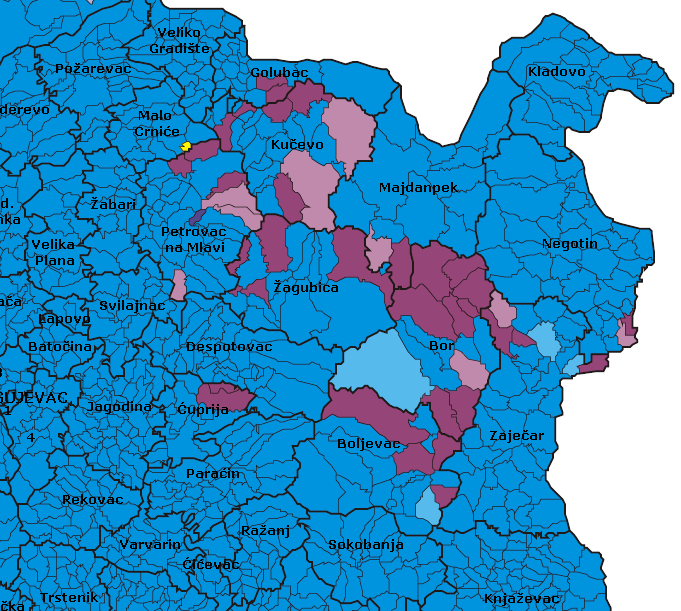
De nederzettingen (Servië) met een paarse kleur hebben een Vlach-meerderheid

## Vlachen in de ruimste zin
De term Vlachen, een term die etymologisch verwant is aan de term walen of welshmen, werd vroeger niet uitsluitend voor de Balkanroemenen gebruikt. Nog steeds is het een exoniem waarmee verschillende niet-Romaanstalige volken hun Romaanstalige buren aanduiden. De naam van de landstreek Walachije in Roemenië (die in het Roemeens niet zo heet) verwijst naar Vlachen. In veel Slavische talen en in het Hongaars worden of werden de Roemenen, maar ook de Italianen zo genoemd. Ook in Oost-Moravië is er een regio vernoemd naar de Vlachen, namelijk Moravisch Walachije (in het Tsjechisch Valašsko).
Verwante woorden zijn ook Waal en Wallonië (voor de Romaanstalige buren van de Vlamingen) en Welsh en Wales (voor de Keltischtalige buren van de Engelsen). De naam komt oorspronkelijk van de Keltische stam de Volcae.

## De Vlachse cultuur
De Vlachen in de huidige, engere betekenis zijn vanouds nomadische schaapherders, hoewel ze ook actief waren in de handel. De stad Voskopojë, nu in Albanië, was in de Turkse tijd, toen alle Vlachen nog in één land woonden, hun culturele centrum.